# Gonzalo Pizzichillo
Gonzalo Pizzichillo, vollständiger Name Gonzalo Pizzichillo Quintana, (* 20. Juni 1984 in Paysandú) ist ein uruguayischer ehemaliger Fußballspieler.

## Karriere
Der 1,81 Meter große Offensivakteur Pizzichillo gehörte zunächst dem Estudiantil Sanducero Fútbol Club an. Er stand zu Beginn seiner Profikarriere von 2004 bis Ende 2005 in Reihen der Mannschaft des Club Atlético Peñarol. Ab der Spielzeit 2008/09 kam er bei den „Aurinegros“ saisonübergreifend zu 26 Einsätzen in der Primera División und schoss vier Tore. Sodann spielte er 2006 für Central Español. Bei den Montevideanern lief er in 14 Erstligapartien auf und traf zweimal ins gegnerische Tor. 2007 gehörte er dem Kader der Rampla Juniors an. In der Spielzeit 2006/07 wurde er achtmal (kein Tor) in der höchsten uruguayischen Spielklasse eingesetzt. Teilweise wird sodann eine Karrierestation beim italienischen Klub Olbia Calcio für ihn geführt. In der ersten Jahreshälfte 2008 folgte ein Engagement bei den Montevideo Wanderers. Dort absolvierte er in der Clausura 2008 acht Erstligapartien (kein Tor). Mitte 2008 verpflichtete ihn Juventud. Beim Klub aus Las Piedras wurde er in 17 Erstligaspielen (kein Tor) eingesetzt. Spätestens ab August 2009 bis mindestens Mitte Dezember jenes Jahres war er beim CD Irapuato aktiv. Dort traf er einmal bei zwölf Ligaeinsätzen. Im Anschluss daran setzte er seine Karriere ab Mitte April 2010 in Ecuador bei CD Olmedo fort. Auf Seiten der Ecuadorianer bestritt er allerdings 48 Spiele in der Primera A und erzielte sechs Treffer. Im September 2011 kehrte er nach Uruguay zurück und lief dort in der Saison 2011/12 in 18 Erstligapartien (zwei Tore) für El Tanque Sisley auf. Mitte August 2012 wechselte er zu Deportivo Suchitepéquez. Für die Guatemalteken traf er bei 31 Erstligaeinsätzen achtmal ins gegnerische Tor. Anfang September 2013 verpflichtete ihn Cúcuta Deportivo. In Reihen der Kolumbianer absolvierte er im Jahr 2013 acht Erstligaspiele und erzielte einen Treffer.